# UTC-4:30
UTC-4:30 vremenska je zona koja se koristi samo u Venezueli. U upotrebi je od 9. prosinca 2007. Prije toga koristio se UTC-4.

## Kao standardno vrijeme (cijelu godinu)
- Venezuela (VST—Venezuelansko standardno vrijeme)